# Bioetanolo
Il bioetanolo è un carburante a base di alcool etilico, lo stesso tipo di alcol presente nelle bevande alcoliche. Viene utilizzato principalmente come carburante per motori, principalmente come additivo biocombustibile per la benzina.
Esistono svariate miscele di etanolo in uso in tutto il mondo. L'uso di etanolo puro idrato o anidro nei motori a combustione interna (ICE) è possibile solo se i motori sono progettati o modificati a tale scopo. L'etanolo anidro può essere miscelato con la benzina per l'uso nei motori a benzina, ma con un alto contenuto di etanolo solo dopo modifiche al motore per misurare un aumento del volume del carburante, poiché l'etanolo puro contiene solo 2/3 dell'energia di un volume equivalente di benzina pura. Miscele ad alto contenuto di etanolo sono utilizzate in alcune applicazioni di motori da competizione, poiché l'altissimo numero di ottani dell'etanolo è compatibile con rapporti di compressione molto elevati.
La prima auto prodotta che funzionava interamente a etanolo fu la Fiat 147, introdotta in Brasile nel 1978 dalla Fiat. La produzione mondiale di etanolo per carburante da trasporto triplicò tra il 2000 e il 2007, passando da 17×10^9 litri a oltre 52×10^9 litri. Dal 2007 al 2008, la quota di etanolo nell'uso globale di carburante tipo benzina aumentò dal 3,7% al 5,4%. Nel 2011, la produzione mondiale di carburante a base di etanolo raggiunse 8,46×10^9 litri, prodotti principalmente da Stati Uniti d'America e Brasile, che rappresentavano rispettivamente il 62,2% e il 25% della produzione globale. La produzione di etanolo negli Stati Uniti raggiunse 57,54×10^9 litri nel maggio 2017.
Il carburante a base di etanolo ha un valore di "equivalenza di galloni di benzina" (GGE) di 1,5, ovvero per sostituire l'energia di 1 volume di benzina è necessario un volume di etanolo 1,5 volte maggiore alle stesse condizioni.
Il carburante miscelato con etanolo è ampiamente utilizzato in Brasile, negli Stati Uniti e in Europa. La maggior parte delle auto in circolazione oggi negli Stati Uniti può funzionare con miscele fino al 15% di etanolo, e, nel 2011, l'etanolo rappresentava il 10% dell'offerta di carburante degli Stati Uniti derivata da fonti domestiche. Alcuni motori Flex sono in grado di utilizzare fino al 100% di etanolo.
Dal 1976 il governo brasiliano ha reso obbligatoria la miscelazione di etanolo con la benzina, e dal 2007 la miscela legale è di circa il 25% di etanolo e il 75% di benzina (E25). Al dicembre 2011, il Brasile aveva una flotta di 14,8 milioni di autoveicoli e autocarri leggeri Flex, e 1,5 milioni di motociclette Flex che utilizzavano regolarmente il carburante etanolico puro (noto come E100).
Il bioetanolo è una forma di energia rinnovabile prodotta mediante un processo di fermentazione delle biomasse vegetali zuccherine o amidacee. Può essere realizzato da colture molto comuni presenti nei vari paesi di utilizzazione finale come canna da zucchero (Brasile, USA), mais (USA), barbabietola da zucchero (Europa), cereali, patate, manioca e canapa. È possibile ottenerlo anche dal legno di alcuni alberi forestali come l'abete rosso (Picea abies). C'è stato un considerevole dibattito su quanto sia utile il bioetanolo nel sostituire la benzina. Le preoccupazioni sulla sua produzione e utilizzo riguardano l'aumento dei prezzi alimentari dovuto alla grande quantità di terreno coltivabile necessario per le colture, così come l'equilibrio energetico e inquinamento dell'intero ciclo di produzione dell'etanolo, specialmente dal mais; anche se in gran parte si utilizzano dei resti sotto forma di scarti industriali.
La moderna tecnologia a bioetanolo aumenta il rendimento durante l'idrolisi e la fermentazione della biomassa. Il processo di produzione del bioetanolo genera, a seconda della materia prima agricola utilizzata, diversi sottoprodotti con valenza economica, destinabili a seconda dei casi alla mangimistica, alla cogenerazione, e così via.

## Produzione

### Bioetanolo da canna da zucchero
In Brasile, nel 2006, la resa di etanolo da canna da zucchero era di quasi 5000-6000 l/ha coltivato, a fronte di 2000 litri nel 1975. La produzione di etanolo in Brasile copre circa il 20% dei consumi di carburante dei trasporti interni.
Tipicamente l'EROEI del bioetanolo da cereali è intorno al valore 1, l'EROEI ottenuto in Brasile con la canna da zucchero è probabilmente superiore e fonti brasiliane dichiarano un valore pari a 7-8 pur senza portare dimostrazioni rigorose.
Questo vuol dire che il Brasile per produrre 6000 litri di bioetanolo ne consuma 750-860 litri per il ciclo produttivo secondo le ottimistiche fonti brasiliane (non vengono conteggiate le spese amministrative).

### Bioetanolo da canna di lago (comune)
È recente la scoperta della maniera di ricavare il bioetanolo anche dalla canna comune. Poiché la resa in zucchero sul peso iniziale si aggira intorno al 12%-14% (componente di base da cui si ricava l'alcool etilico e metilico) e se per ogni ettaro coltivato a canna da zucchero si ottengono circa 50-60 t/ha di canne, attualmente la resa è in media di 4-4.8 t/ha di bioetanolo (considerando una densità media di 0.79-0.80 kg/dm3 per l'alcool etilico/metilico), con la canna comune si può arrivare anche a circa 10 t/ha.
La canna comune, inoltre, offre alcuni vantaggi naturali, a partire dal fatto che non necessita di irrigazione. Uno studio italiano ha scoperto come accelerare il ciclo riproduttivo della canna comune, portandolo da cinque giorni a un giorno e mezzo, tramite l'utilizzo delle capacità digestive di un batterio, lo Zymomonas mobilis: tale scoperta è stata applicata in Piemonte, dove ad aprile 2012 è sorto un polo per la produzione di bioetanolo a partire dalla canna comune.

### Bioetanolo dal legno
Un altro metodo che permette di produrre bioetanolo è quello di ottenere in primis il glucosio per poi produrre etanolo tramite via fermentativa a partire da tronchi di conifera. Il legno utilizzato, generalmente di abete rosso, deve essere opportunamente pretrattato al fine di ottenere della polpa tagliuzzata, la quale poi viene sottoposta a cottura e quindi avviene l'estrazione del glucosio (zucchero). Una volta estratto l'esoso si sottopone il substrato ad una fermentazione ad opera di saccharomyces cerevisiae oppure da Candida (funghi) e/o altri microrganismi i quali operano in condizioni di anaerobiosi che danno come ultimo prodotto della loro via glicolitica il piruvato. Questo viene inizialmente decarbossilato ad acetaldeide ed in seguito idrogenato ottenendo così etanolo. L'etanolo prodotto, però, ha una concentrazione massima del 25-30% in quanto i lieviti hanno una bassa capacità di sopportare alte concentrazioni di alcool.
Per questi motivi viene sottoposto ad una distillazione azeotropica al fine di ottenere un etanolo al max del 95.5%, cioè non anidro ma con un contenuto finale d'acqua del 4.5% in peso (valore dell'azeotropo per la miscela alcool etilico-acqua).

### Bioetanolo da cellulosa
Vengono idrolizzate grandi quantità di cellulosa che tramite l'uso di funghi o batteri trasformano la cellulosa in glucosio e altri zuccheri, poi avviene la fermentazione mediante lieviti o altri microbi. Ricerche innovative mirano a modificare geneticamente sia i batteri che i lieviti come Saccharomyces cerevisiae modificato in modo da produrre il doppio di etanolo. Altro filone di ricerca è quello di combinare le caratteristiche di scindere la cellulosa in glucosio con quella di trasformare gli zuccheri in etanolo mediante un unico organismo.
Il bioetanolo da cellulosa è molto più costoso di quello ottenuto dalla canna da zucchero e solo importanti progressi scientifici possono renderlo conveniente. Si noti che il costo non è dovuto alla materia prima (cellulosa) ma alla sua trasformazione in bioetanolo. I processi industriali attuali fanno costare il bioetanolo da cellulosa tre volte quello ottenuto da canna da zucchero.

## Efficienza del bioetanolo
Il bioetanolo ha un potere calorifico inferiore a quello della benzina ed è un vettore energetico che ha un rendimento termodinamico del 31% inferiore rispetto al normale combustibile.
Il numero di ottano dell'etanolo puro è di 113, infatti viene usato per innalzare il numero di ottano delle benzine di distillazione petrolifera; questo compensa in parte il ridotto potere calorico.
Il bilancio energetico del bioetanolo da cereali come il mais non tiene conto del processo positivo di immagazzinamento dell'energia solare grazie alla fotosintesi e sua trasformazione in energia utilizzabile tramite la fermentazione e reazione degli zuccheri in alcool. Non tiene conto però neppure degli input esterni (concimi, agrofarmaci, lavorazioni del terreno) da applicare al processo di produzione stesso delle colture zuccherine, con un EROEI pari a circa 1 cioè per produrre una certa quantità di alcool verrebbe bruciata una quantità (energetica) di combustibile fossile che è pari alla quantità (energetica) di etanolo prodotta. Perciò una vettura alimentata a bioetanolo da mais produrrebbe inquinamento e CO2 al pari di una vettura alimentata ad altro combustibile fossile. Altri studi hanno trovato un EROEI decisamente maggiore. Da aggiungere inoltre le potenzialità economiche ottenibili con l'utilizzo del bioetanolo per la produzione di materie plastiche.
Il bioetanolo da cellulosa ha attualmente costi tripli rispetto a quello da canna da zucchero. Quest'ultimo è prodotto solo in una zona limitata del pianeta (Brasile) e in piccole quantità rispetto alle esigenze mondiali.
Ciò nonostante, gli impianti di seconda generazione (ormai in piena diffusione) permetteranno di utilizzare scarti di lavorazione dei prodotti agricoli con maggior resa. Questo significa che in futuro non sarà necessario coltivare ettari di canna da zucchero, barbabietola o cereali per la sola produzione di bioetanolo ma sarà sufficiente utilizzare ciò che resta della pianta come fonte di glucosio. Questo comporta ovviamente l'eliminazione delle spese di smaltimento dei prodotti di scarto (molto importante in termini economici ed ecologici).
Recenti studi (2007) rilevano che sebbene l'utilizzo di etanolo riduca la concentrazione di sostanze cancerogene come il benzene e il butadiene nel contempo innalzano i livelli di formaldeide e acetaldeide. Secondo questi studi il rischio complessivo è simile anche se un uso esteso potrebbe innalzare anche i livelli di ozono in alcune zone del pianeta.

## Incentivi alla produzione
Negli Stati Uniti l'Energy Policy Act del 2005 prevede forti sovvenzioni federali agli agricoltori per aumentare la produzione di bioetanolo dai 4 miliardi di galloni del 2006 ai 7,5 miliardi nel 2012.
Il Brasile prevede di raddoppiare la produzione di bioetanolo entro la fine 2010 diventando così uno dei maggiori esportatori raggiungendo la cifra di 5 miliardi di litri sufficienti ad alimentare circa 5 milioni di veicoli (in Italia il parco veicoli è di 34 milioni).
La Svezia, grazie ad un programma che prevedeva anche un uso massiccio di bioetanolo per i trasporti, ha provato a diventare il primo paese al mondo indipendente dal petrolio entro il 2020, pur fallendo l'impresa.

### Progetto BEST
Il progetto Bioethanol for Sustainable Transport  BEST (archiviato dall'url originale il 19 ottobre 2014). ha l'obiettivo di dimostrare la fattibilità della sostituzione di benzina e diesel con il bioetanolo. BEST è supportato dalla commissione europea e coinvolge 6 paesi europei con la partecipazione di Brasile e Cina.
Nel complesso gli obiettivi del progetto sono l'introduzione di 10.500 auto flex e 160 autobus a bioetanolo. Inoltre il progetto prevede la costruzione di 148 stazioni di rifornimento, 135 delle quali per l'E85 e 13 per l'E95.
Le località in cui il progetto è operativo sono: Stoccolma (Svezia), Rotterdam (Paesi Bassi), Somerset (Regno Unito), Dublino (Irlanda), Madrid (Spagna) e La Spezia per l'Italia.
Per la città di La Spezia il progetto prevede la costruzione di 3 stazioni di rifornimento (due per E85, una per E95, le prime in Italia) e l'introduzione di 100 auto flex (10 a carico del comune e 90 di piccole e medie imprese).

## Utilizzo
In campo energetico il bioetanolo può essere utilizzato come componente per benzine o per la preparazione dell'ETBE (etere etilbutilico), un derivato ad alto numero di ottano. Può essere utilizzato nelle benzine in percentuali fino al 40% (85% nella E85) senza modificare il motore, o anche puro nel Motore Flex.
Avendo, a differenza della benzina convenzionale, il potere di disciogliere acqua al suo interno e un più elevato potere corrisivo per plastiche e gomme, l'alcool etilico necessita di alcuni accorgimenti durante le fasi di produzione e trasporto del carburante e nello sviluppo dei motori. La stragrande maggioranza dei moderni propulsori benzina aspirati e turbo post 2000 è in grado di funzionare correttamente con etanolo nella miscela di combustibile (E5, E10 o in alcuni casi anche E85).
Inoltre è possibile utilizzare il bioetanolo come combustibile all'interno di stufe e biocamini, sfruttandone il potere calorifico per scaldare gli ambienti.